# Paperino e l'ecologia
Paperino e l'ecologia (The Litterbug) è un film del 1961 diretto da Hamilton Luske. È un cortometraggio animato della serie Donald Duck prodotto dalla Walt Disney Productions. Conosciuto anche come Lo sporcaccione, è stato l'ultimo cortometraggio prodotto ad avere Paperino come protagonista.

## Trama
Il cartone si presenta come una specie di documentario in cui la voce narrante elenca vari mezzi per eliminare gli insetti (bugs in inglese) sottolineando come esista però un insetto di cui è impossibile liberarsi, ossia lo sporcaccione (così reso in italiano dall'inglese The litterbug). Il cartone procede quindi con il narratore che descrive i vari tipi di "sporcaccioni", tutti interpretati da Paperino, il quale interpreta quindi tutta una serie di personaggi dal comportamento deleterio per l'ambiente circostante che vanno dallo sporcaccione di tipo sportivo, a quello di tipo marino, a quello furtivo. Il tutto continua finché la natura non inizia a ribellarsi volendo scacciare il classico sporcaccione in vacanza, il quale però continua nel suo stile di vita infischiandosene di tutti i divieti.

## Distribuzione
Distribuito negli Stati Uniti il 21 giugno 1961, arrivò nelle sale italiane soltanto nell'agosto del 1974, abbinato al lungometraggio Come divertirsi con Paperino e Company, una compilation di dieci cortometraggi animati Disney.
Come per molti altri prodotti della Disney, la distribuzione in Italia è stata curata da Roberto De Leonardis.